# سیارک ۲۵۱۱۸
سیارک ۲۵۱۱۸ (به انگلیسی: 25118 Kevlin، نامگذاری:1998RM71) بیست و پنج هزار و صد و هجدهمین سیارک کشف شده‌است که در ۱۴ سپتامبر ۱۹۹۸ کشف شد.
قدر مطلق سیارک برابر ۱۲.۹ است.